# Renaud Doué
Renaud Doué est un joueur français de volley-ball né le 30 mars 1978 à Sainte-Catherine-lès-Arras (Pas-de-Calais).
Il mesure 2,00 m et joue alternativement central ou pointu. Il a commencé le volley-ball au club Courrières Volley Sport (62) puis a intégré le CREPS de Wattignies (59).

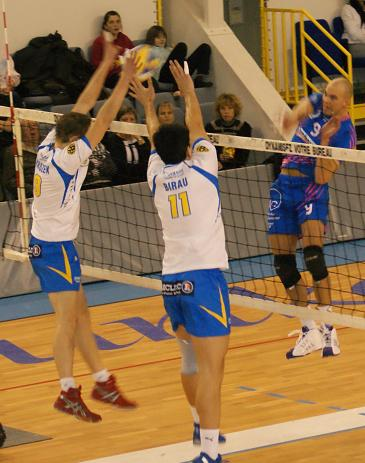
Au poste de pointu.

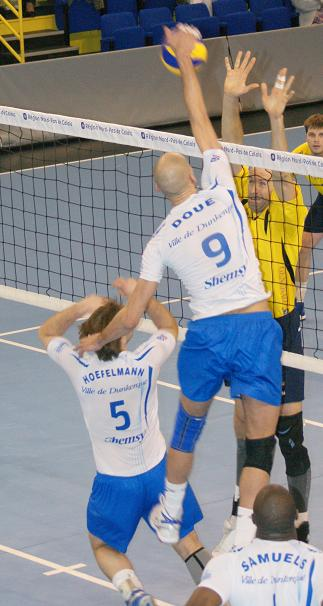
Au poste de central.

## Clubs
| Club               | Pays      | De        | À         |
| ------------------ | --------- | --------- | --------- |
| Tourcoing LM       | France    | 1995-1996 | 2002-2003 |
| Grenoble UC        | France    | 2003-2004 | 2004-2005 |
| Asnières Volley 92 | France    | 2005-2006 | 2005-2006 |
| Cambrai VEC        | France    | 2006-2007 | 2007-2008 |
| Dunkerque GLVB     | France    | 2008-2009 | 2009-2010 |
| TSV Unterhaching   | Allemagne | 2010-2011 | 2010-2011 |
| TSV Grafing (de)   | Allemagne | 2011-2012 | 2012-2013 |

## Palmarès
- Coupe d'Allemagne 
  - Vainqueur avec Generali Haching: 2011
- Championnat de France Pro B 
  - Vainqueur avec Asnières Volley 92: 2006
- Coupe de France 
  - Finaliste avec Tourcoing LM: 1998, 1999, 2002
- Championnat de France Pro A 
  - Finaliste avec Tourcoing LM: 2001, 2002
- Universiades (Pékin) 
  - Finaliste: 2001
- Championnats du Monde Cadets (Porto-Rico) 
  - 12e: 1995